# Ritchie De Laet
Ritchie De Laet (født 28. november 1988 i Antwerpen, Belgien) er en belgisk fodboldspiller der i øjeblikket spiller for Antwerpen som forsvarsspiller, udlejet fra engelske Aston Villa. Han kan spille hvor som helst langs de fire bageste positioner.